# 天文單位
天文單位（英語：Astronomical unit，縮寫的標準符號為AU，也寫成au、a.u.或ua）是天文學上的長度單位，曾以地球與太陽的平均距離定義。2012年8月，天文学家以无记名投票的方式，根據國際天文聯會(IAU)最新消息，把天文单位固定为149,597,870,700米。新的天文单位以公尺来定义，而公尺的定义来源于真空中的光速，也就是说，天文单位现在不再与地球與太阳的實際距离挂钩，而且也不再受时间变化的影响（虽然天文单位最初的来源就是日地平均距离）。

## 定義
天文單位（AU）最原始的定義是地球環繞太陽的橢圓軌道半長軸長度。在1976年，國際天文聯合會（IAU）修正AU的定義使它更為精確，利用高斯引力常數（k）來定義長度、時間和質量，以其值的0.017 202 098 95作為天文單位的長度。一個等值的定義是一顆質量無限小（可以忽略）的顆粒，以徑度量每天0.017 202 098 95的角頻率（公轉週期365.2568983日，即高斯年）環繞著太陽公轉，且不受擾動影響的牛頓圓軌道半徑，或是日心重力常數（GM☉的結果）相當於（0.017 202 098 95）2 AU3/d2的長度。这个数值将随着太阳质量的改变而改变（虽然改变极其地慢、而且极小）。2012年8月，天文学家投票通过新的定义，新定义以149,597,870,700米為標準。

## 現代的測量
內行星的相對位置，可以從太空探測器利用雷達和遙測精密的測量。與所有的雷達測量一樣，這些測量都依賴從物體反射回來的光所需用的時間。然後，將這些測量的位置與由天體力學的計算作比較：計算的位置通常稱為星曆表，並且使用天文單位來計算。這些比較在天文單位上使用光速，其值為173.144 632 6847 (69) AU/d（質心動力時，Barycentric Dynamical Time，TDB）。如同光速在國際單位制（SI）是固定以公尺/秒（cSI）為表示單位，使用AU/d（cAU）測量光速的方法，用來測量天文單位所得到的單位也是用公尺（A）來呈現：
{\displaystyle A=86\,400{\frac {c_{\rm {SI}}}{c_{\rm {AU}}}}.}
國際天文聯合會在2009年以噴射推進實驗室（JPL）和俄羅斯科學院的星曆表（IAA－RAS）為基礎，比較之後給天文單位（AU）的最佳估計值，以公尺為單位的值是：
A = 149 597 870 700 (3) m。

## 使用
根據定義，天文單位是依賴日心重力常數，這是重力常數G和太陽質量M☉的乘積。然而，無論是G或M☉皆無法被高精確的測量，但是它們的乘積可由觀察行星的相對位置而精確的得知（從牛頓重力論的克卜勒第三定律可得）。計算星曆表中行星的位置時只需此乘積，這解釋了為何星曆表使用天文單位做計算而非國際單位制。
星曆表的計算也需要考慮到廣義相對論的效應。特別的是，在地球表面上的時間間隔測量（地球時，Terrestrial Time）與行星的運動相比較並不是常數：當與「行星秒」（以質心動力時測量，Terrestrial Dynamical Time）比較時，地球時的秒在一月較短，在七月則較長。這是因為地球與太陽的距離不是固定的（它在0.9832898912天文單位和1.016 710 3335天文單位之間變化），並且當地球靠近太陽（近日點）時，太陽的重力場較強，同時地球也以較快的速度在軌道路徑上移動。因為公尺以秒來定義，且對所有的觀測者而言光速恆定，在與行星尺的長度比較時，地球尺的長度產生了周期性的變化。
米被定義為固有長度（原長度）的單位，但是國際度量單位制（SI）並未確認其使用的度規張量。事實上，國際度量衡委員會（CIPM）注意到「此定義只適用於一個足夠小的空間尺度中，小到重力場不均勻性的影響可以忽略」。因此，在太陽系尺度的距離測量，米是未經定義的。1976年對天文單位的定義是不完整的，因為它沒有指定測量的時間是在哪個參考座標系，但實務上用於計算星曆表已足夠：有人提出與廣義相對論相容的更全面定義，導致了「激烈的討論」。直到2012年八月，IAU採用現行定義：1 天文單位(au)＝149597870700 公尺。

## 歷史
阿里斯塔克斯基於弦月和太陽分離的角度是87°，估計太陽到地球的距離是地月距離的18至20倍，但實際上是390倍。
依據該撒利亞的優西比烏《福音的準備》（Praeparatio Evangelica），埃拉托斯特尼發現太陽的距離是""（直譯爲“10000個400和/加80000斯達地”），譯作408,0000斯達地（1903年埃德溫·漢密爾頓吉福翻譯），或相當於8,0400,0000斯達地（edition of Édouard des Places在1974-1991年的編輯），而希臘的斯達地相當於現今的185至190公尺，前者的翻譯太低，只有75,5000公里，而第二位的翻譯是1億4870萬公里至1億5280萬公里（精確至2%）。
喜帕恰斯也給了地球至太陽距離的估計值，以Pappus的引述是地球半徑的490倍。依據諾埃爾斯維爾德洛和G.J.圖默重建的推測，可以看得出這是來自太陽的視差"至少"有7弧分的假設。
一篇中國的數學論文，周髀算經（大約在西元前一世紀）顯示了如何利用幾何學計算出太陽的距離：假設地球是平坦的，使用相距1000華里的三個地點，測量在正午的日影長度。
|                            | 太陽 視差 | 地球 半徑 |
| -------------------------- | --------- | --------- |
| 喜帕恰斯（西元前2世紀）    | 7'        | 490       |
| 托勒密（西元2世紀）        | 2′ 50″    | 1210      |
| Godefroy Wendelin（1635）  | 15″       | 1,4000    |
| 耶利米霍羅克斯（1639）     | 15″       | 1,4000    |
| 克里斯蒂安·惠更斯（1659）  | 8.6″      | 2,4000    |
| 卡西尼& 李察（1672）       | 9½″       | 2,1700    |
| 杰羅姆拉朗德（1771）       | 8.6″      | 2,4000    |
| 西蒙·紐康（1895）          | 8.80″     | 2,3440    |
| 阿瑟·羅伯特（1909）        | 8.807″    | 2,3420    |
| 哈羅德·斯潘塞·瓊斯（1941） | 8.790″    | 2,3466    |
| 現代                       | 8.794143″ | 2,3455    |

在西元2世紀，托勒密估計太陽的平均距離是地球半徑的1210倍。要確定這個值，托勒密測量了月球的視差，發現月球的平視差是1° 26′，而這個值比實際的大了許多。然後他推導出月球的最大距離是地球半徑的64 1/6倍。由於他的視差圖和它的月球軌道理論中的錯誤互相抵消，因此這一數值大致上是接近正確值的。然後，他測量太陽和月球的視大小，並得出結論認為太陽表面的直徑和月球在最大距離時的月球直徑一樣，並且從月食的紀錄，他以月食時月球通過地球影錐的時間估計影錐的視直徑。從這些數據，地球到太陽的距離可以利用三角學算出是地球半徑的1210倍。這使太陽和月球距離的比率大約是19倍，符合阿里斯塔克斯匹配的圖形。雖然從理論上來說，托勒密的過程是可行的，但它對數據上微小的變化非常敏感，因此只要在測量上變更幾個百分點，就可以使太陽的距離變成無限大。
希臘天文學在中世紀傳到伊斯蘭世界之後，天文學家對托勒密的宇宙模型做了一些變動，但是對他估計的太陽到地球距離並沒有多大的改變。例如，在介紹托勒密天文學時，al-Farghānī給的太陽與地球的平均距離是1170個地球半徑；而在他的zij，al-Battānī所用太陽的平均距離爲1108個地球半徑。其後的天文學家，像是al-Bīrūnī，也使用相似的數值。稍後在歐洲，哥白尼和第谷也使用類似的數值（1142個地球半徑和1150個地球半徑），和托勒密的數值也非常接近，地球和太陽距離經過16世紀倖存了下來。
約翰內斯·克卜勒是第一位體認到托勒密估計的數值太低的人（根據克卜勒，至少要提高三倍），在他的魯道夫星表（1627年），克卜勒行星運動定律允許天文學家計算太陽與行星的相對距離，並且引起重新測量地球與太陽絕對距離的興趣（然後可以用於其它的行星）。望遠鏡的發明允許可以比肉眼觀測更精確的測量角度，佛蘭芒天文學家Godefroy Wendelin在1635年重新進行阿里斯塔克斯的觀測，並且發現托勒密的數值至少低了11倍。
通過金星凌日的觀測可以得到更準確的估計值。從兩個不同的位置測量金星凌日，可以精確金星的視差，和金星與地球相對於太陽的相對距離，太陽視差α（不能直接測量）。耶利米霍羅克斯曾經企圖根據他在1639年觀測的金星凌日為基礎來估計這個值（於1662年發表），得到的視差值是15弧秒，類似於溫德林的值。太陽視差是以地球-太陽的距離和地球的半徑為底線測量的：
{\displaystyle A={1 \over {\tan \alpha }}.}
太陽視差越小，太陽和地球的距離越遠：15"的太陽視差相當於地球和太陽的距離是1,3750地球半徑。
惠更斯相信這個距離應該更大：經由比較金星和火星的視大小，他估計是2,4000地球半徑，相當於8.6"的太陽視差。雖然惠更斯的估計值非常接近現代的值，但是因為他的工作方法經常有許多無法證明（或錯誤）的假設，因此天文史學家對他的成就經常會打個折扣；因此他這個精確的數值似乎是出於幸運而非良好的觀測，可能是他的各項錯誤相互抵銷的結果。

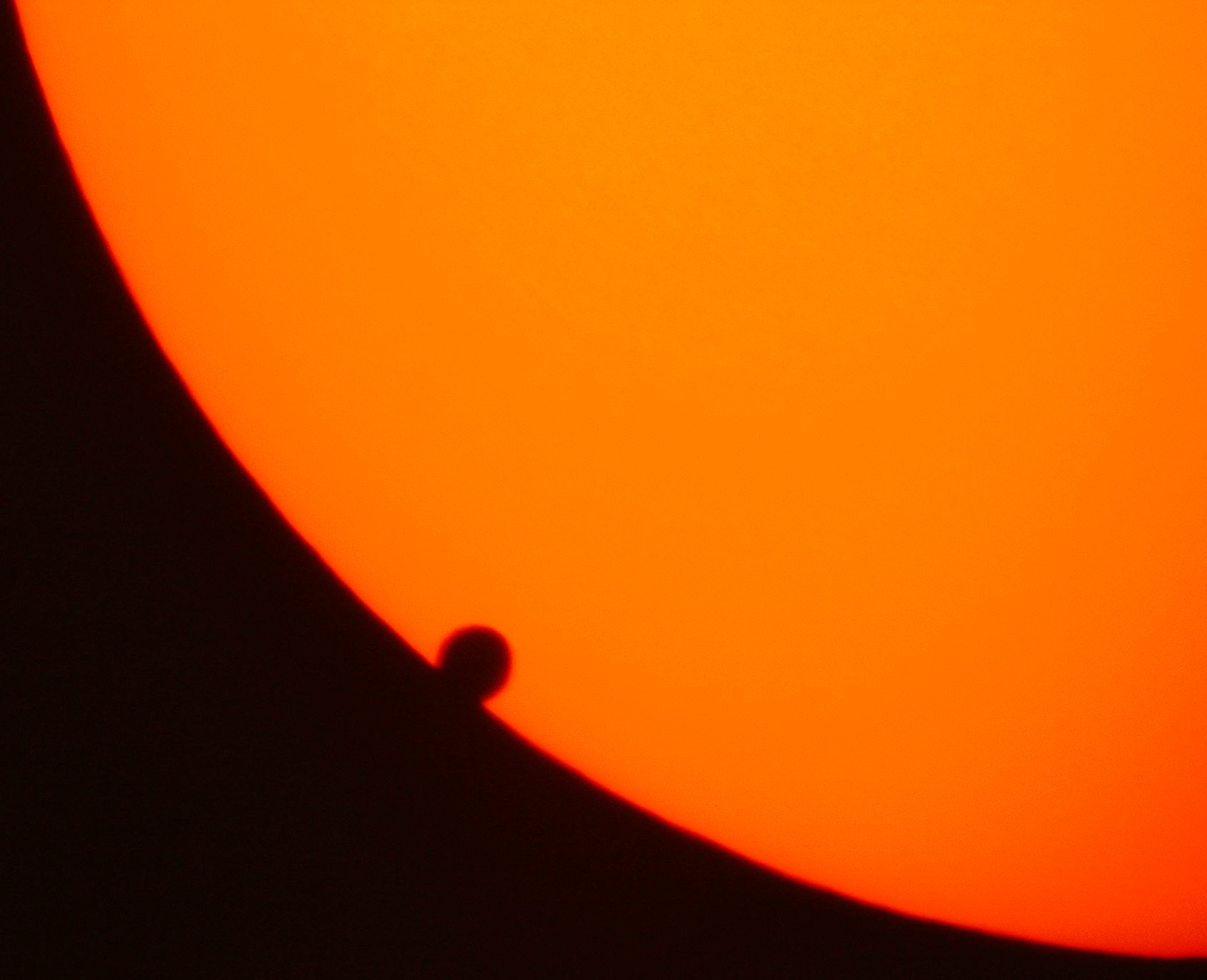
儘管有所謂的黑滴效應使金星凌日的測量非常困難，但這種罕見的現象，長久以來仍是測量天文單位的最佳方法。

Jean Richer和卡西尼在1672年火星大接近地球時，分別從巴黎和法屬蓋亞那的首府卡宴測量火星的視差。他們得到太陽視差是9½"，這相當於地球半徑的22,000倍。他們還是第一次獲得準確和可靠的地球半徑數值的天文學家：與他們的同事讓·皮卡爾在1669年測量出地球半徑是326,9000toise（1toise =1.949米）。另一位同行，奧勒·羅默，在1676年證實光波以限速度傳播：數值是如此之大，通常需要以光線行經太陽到地球的距離所經過的時間，或每單位距離的光時來引述，現今天文學家還保留了這個距離單位。
詹姆斯·葛列格里發展出更好的方法來觀測金星凌日，並且發表在Optica Promata（1663年），得到愛德蒙·哈雷強烈的支持，並且應用在1761和1769以及1874年和1882年年的金星凌日觀測上。金星凌日是成對發生的，但是每世紀發生和觀測的次數少於一次，因此1761年和1769年的觀測是一次前所未有的國際合作。儘管在七年戰爭的期間，還是耗費巨資派遣了數十名天文學家至世界各地進行觀測：有幾位因而鞠躬盡瘁。Jérôme Lalande整理各種不同的結果，得到的太陽視差是8.6″的結果。
| 日期 | 方法   | A/Gm            | 誤差          |
| ---- | ------ | --------------- | ------------- |
| 1895 | 光行差 | 149.25          | 0.12          |
| 1941 | 視差   | 149.674         | 0.016         |
| 1964 | 雷達   | 149.5981        | 0.001         |
| 1976 | 遙測   | 149.597 870     | 0.000 001     |
| 2009 | 遙測   | 149.597 870 700 | 0.000 000 003 |

另一種方法與光行差常數有關，並且得到被廣泛接受的太陽視差：8.80″（接近現在的數值：8.794143″），雖然西蒙·紐康也是用金星凌日的資料，但他給這種方法很高的評價。紐康也與A. A. Michelson合作以地基的設備測量光速；與光行差常數（這是每單位距離的光時）結合，首次直接測量得到以公里為單位的日地距離。紐康的太陽視差值（和光行差常數與高斯引力常數）在1896年被納入第一次國際體系的天文常數，並且直到1964年都被用來計算星曆表。天文單位這個名詞在1930年首度被使用。
近地小行星愛神星的發現和1900年至1901年的接近，使視差的測量獲得很大的改善。另一次國際性的專案在1930-1931年再度進行了愛神星視差的測量。
在1960年代初期，直接用雷達測量金星和火星的距離成為可行的方法。隨著光速測量值的改進，這顯示紐康的太陽視差和光行差常數兩者是互相矛盾的。

## 發展

天文的距離單位秒差距是使用天文單位做基線，視差是角度1弧秒的距離。圖中的1AU和1pc為依照比例（參見恆星視差）。

單位距離A（用公尺表示的天文單位數值）可以表達其它的天文常數：
{\displaystyle A^{3}={\frac {D^{2}}{GM_{\odot }k^{2}}}}
此處G是牛頓引力常數，M☉是太陽質量，k是高斯引力常數，和D是時間週期中的一天。太陽以輻射不斷穩定的流失質量，所以行星的軌道也穩定的向外擴張並遠離太陽。這也導致放棄天文單位作為一種度量單位的呼籲；也有呼籲以固定的公尺數值定義天文單位。
如同光速在國際度量單位制（SI）中有明確的數值，高斯重力常數k是固定的天文單位系統，測量每單位距離的光時完全等同於國際度量單位的GM☉。因此，有可能將建構曆書的單位完全採用國際度量單位，而這正逐漸成為規範。
在2004年，使用輻射對內太陽系所做的測量，認為由於太陽輻射的作用，單位距離的世紀增加量是每世紀+15±4 米
另一個解釋地球退離的可能性是太陽潮汐的摩擦，類似於月球的退離是地球潮汐的作用。日本弘前大學的在2009年提出了如是的建議。
之後，基於輻射和角度的觀測得到較低的估計數值是每世紀+7±2 米，但是這依然遠大於太陽輻射和目前的重力理論所推算的數值。基於輻射測量的重力常數可能的變化是每世紀1012的部分，或者更低。有人建議觀測到的增加可以用DGP模型來解釋。

## 例子
這些距離是近似的平均距離，由於天體在軌道上運動，所以距離會隨著時間變化，也要考慮其它因素造成的變化。
- 月球與地球的距離是0.0026 ± 0.0001 AU。
- 地球與太陽的距離是1.00 ± 0.02 AU。
- 火星與太陽的距離是1.52 ± 0.14 AU。
- 木星與太陽的距離是5.20 ± 0.05 AU。
- 冥王星與太陽的距離是39.5 ± 9.8 AU。
- 柯伊伯带大約開始於35 AU。
- 離散盤開始於45 AU（與柯伊伯带重疊超過10 AU）。
- 柯伊伯带結束於50-55 AU。
- Sedna的軌道範圍距離太陽76至942 AU；Sedna目前與太陽的距離大約是88AU（截至2009年）。
- 94 AU：太陽風/恆星風/星際介質之間的終端震波。
- 96.7 AU：矮行星鬩神星在2009年與太陽的距離。鬩神星和它的衛星目前是太陽系中除了長週期彗星和太空探測器之外，距離最遙遠的天體[47]。
- 100 AU：日鞘（Heliosheath）。
- 150.02 AU（2.24×1010 km）：2020年8月2日旅行者1號與太陽的距離[48]，它是目前距離太陽最遠的人造物體，仍以每年3.5AU的距離遠離太陽中。[49]
- 100-1000 AU：離散盤天體分佈的主要距離。
- 1000-3000 AU：希爾雲/內歐特雲開始的距離。
- 20,000 AU：希爾雲/內歐特雲結束的距離，"外歐特雲"的開始。
- 50,000 AU：估計“外歐特雲”可能的最近距離極限（0.8 光年）。
- 100,000 AU：估計“外歐特雲”可能的最遠距離極限（1.6光年）。
- 230,000 AU：太陽的引力場可能影響的最大距離（希爾/洛西球）[50]。超越這個距離就是真正的星際介質，這個距離是1.1秒差距（3.6光年）[50]。
- 半人馬座比鄰星，除了太陽之外，距離地球最近的恆星，距離太陽大約268, 000 AU。
- 参宿四的平均直徑是5.5 AU（822,800,000公里）。
- 太陽至銀河系中心的距離，大約是1.7×109 AU。

## 換算因素
- 1 AU = 149,597,870 km ≈ 1.5 × 108 km
- 1 AU ≈ 92,955,807 英里 ≈ 8.317 光分 ≈ 499 光秒
- 1 光秒 ≈ 0.002 AU
- 1 吉米 ≈ 0.0067 AU
- 1 光年 ≈ 63,241 AU
- 1 秒差距 ≈ 206,265 AU

### 延伸讀物

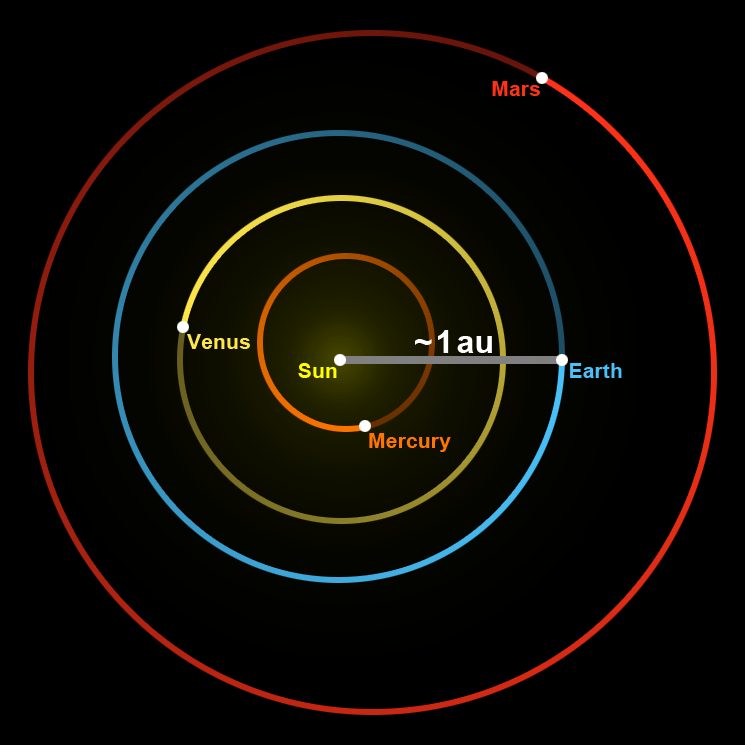
灰線表示地球與太陽的距離，其平均值即為1個天文單位。

- Williams, D.; Davies, R. D. . Monthly Notices of the Royal Astronomical Society. 1968-06-01, 140 (4): 537–546  [2022-04-17]. Bibcode:1968MNRAS.140..537W. ISSN 0035-8711. doi:10.1093/mnras/140.4.537. （原始内容存档于2017-07-17） （英语）.

## 外部連結
- The IAU and astronomical units （页面存档备份，存于）
- Recommendations concerning Units (HTML version of the IAU Style Manual)
- Chasing Venus, Observing the Transits of Venus （页面存档备份，存于）
- Transit of Venus （页面存档备份，存于）